# 923
923 је била проста година.

## Догађаји
- 15. јун — Битка код Соасона: Краљ Роберт I је убијен; франачка војска, коју је предводио Карло III Безазлени, је поражена и разбијена код Соасона. Касрло је заробљен и затворен у Перону. Племићи бирају Робертовог зета Рудолфа, војводу од Бургундије, за краља Западног Франачког краљевства (до 936. године).
- 29. јул — Битка код Фјоренцуоле: Ломбардске снаге предвођене краљем Рудолфом II  и Адалбертом I, маркгрофом од Ивреје, побеђују свргнутог цара Беренгара I код Фиренцуоле (Тоскана). Постигнут је пакт између Рудолфа и Беренгара, који се одрекао царског престола и уступио суверенитет над остатком Италије.
- 11. август — Кармати из Бахреина заузели су и опљачкали град Басру.
- Бугарска војска под царем Симеоном заузела је Адријанопољ.
- Српски кнез Павле Брановић се окренуо против Бугара. Цар Симеон је послао Захарију Прибислављевића против њега. Он је тада имао више успеха – протерао је Павла и преузео власт. Међутим, убрзо се и он окренуо против Бугара, успоставивши поново везе са византијским царем Романом I Лакапином. Двојица Симеонових војсковођа послатих против њега претрпели су пораз и изгубили живот, а њихове главе и заплењено оружје из битке Захарија је послао као трофеје цару у Цариград. Но, Симеон је убрзо послао нову, већу војску, уз коју се налазио и српски кнежевић Часлав, син Клонимира.

## Рођења
- Едред  - енглески краљ

## Смрти
- 15. јун — Робер I Француски, краљ Француске (*866.)
- Ал-Батани
- Ел Табари